# Kemer, Doğanhisar
Kemer là một xã thuộc huyện Doğanhisar, tỉnh Konya, Thổ Nhĩ Kỳ. Dân số thời điểm năm 2019 là 392 người.